# Nicholas White
Nicholas White (c.1532 - 1592) fue un jurista y político irlandés durante el reinado de Isabel I de Inglaterra.

## Orígenes y primeros años
White provenía de una notable familia de la Empalizada. Su padre, mayordomo de James Butler, Conde de Ormond, había muerto envenenado en Londres en una visita realizada en compañía del conde en 1546. El rápido ascenso de Nicholas se debe en buena parte a la influencia de Ormonde: en reconocimiento de la lealtad de su padre, James Butler otorgó una pensión de £10 para la educación del niño en Inns of Court. White ingresó en el Lincoln's Inn en 1552, y comenzó a ejercer en 1558; durante sus estudios fue tutor de los hijos de Sir William Cecil, el futuro Lord Burghley. Regresó entonces a Irlanda, donde fue elegido miembro del Parlamento por el condado de Kilkenny en 1559. Ocupó también el cargo de juez de paz para Kilkenny a partir de 1564 y al año siguiente fue nombrado recorder de Waterford. 
Durante esa época mantuvo correspondencia con Cecil, convirtiéndose en uno de sus confidentes, por lo que sus comentarios sobre Irlanda alcanzaron cierto peso. En 1568 se le permitió viajar a Inglaterra para entrevistarse con María I de Escocia en Tutbury.
El 4 de noviembre de 1568 fue nombrado senescal de Wexford por la reina Isabel I, y condestable de Leighlin y Ferns, en sustitución del desafortunado aventurero Thomas Stukley. Permaneció en el cargo hasta 1572, durante la persecución del rebelde Fiach McHugh O'Byrne, que había asesinado a su yerno Robert Browne. 

## Master de the rolls en Irlanda
A propuesta del Lord Diputado William FitzWilliam, White fue nombrado Master of the Rolls de Ireland el 14 de julio de 1572. Pese a los favores concedidos por la corona, el resto de consejeros consideraban a White sospechoso de simpatizar con los nativos irlandeses, ya que se oponía con relativa frecuencia a las posiciones de la facción dominante de nativos ingleses. Sir Henry Sidney desconfiaba de él por su condición de cliente del Conde de Ormonde, y fue suspendido de su cargo por supuestas ilegalidades entre agosto y septiembre de 1578.

## Segunda Rebelión de Desmond
Durante la Segunda Rebelión de Desmond, White colaboró estrechamente con la administración inglesa como oficial veterano con experiencia en Munster. No obstante, seguía estando bajo sospecha por su condición de inglés viejo, y se le acusó de haber dejado escapar a rebeldes en la zona de Wicklow. Sin embargo, continuó informando puntualmente a Lord Burghley acerca de la situación de Irlanda, incluyendo cartas enviadas en diciembre de 1581 en las que describía las miserias de la guerra y hablaba de la necesidad de un gobierno moderado y de su miedo por el ansia de la nobleza gaélica por la sangre inglesa. Su condición de Protestante y su dominio del irlandés le convirtieron en un consejero esencial durante dos décadas.

## Últimos años
Tras el nombramiento del ambicioso John Perrot como nuevo Lord Diputado, White fue nombrado caballero en 1584. Trabajó con Perrot para establecer una administración de justicia eficaz según el derecho anglosajón; no obstante, 48 de los 181 prisioneros de Leinster fueron ejecutados sumariamente. El 29 de noviembre de 1586, White escribió nuevamente a Cecil para informarle de los continuos enfrentamientos entre Perrot y el Lord Canciller, Adam Loftus, arzobispo de Armagh. En la época final del gobierno de Perrot, White era visto como un esbirro del Lord Diputado, responsable de la política de favor hacia los irlandeses nativos. Cuando Perrot fue sustituido por FitzWilliam en 1588, White se convirtió en el blanco del resentimiento de los consejeros ingleses.

## Arresto y muerte
White resultó implicado en las acusaciones de traición hechas contra Perrot por el antiguo sacerdote Dennis O'Roghan en 1589; pese a su enfermedad fue arrestado en junio de 1590, y enviado a Inglaterra dos meses después. Fue encarcelado en la Torre de Londres en marzo de 1591, desde donde solicitó un ayudante al Consejo Privado, debido a su edad y enfermedad. White fallecería en 1592 y sus restos serían trasladados a Irlanda por su hijo un año después, el 12 de febrero de 1593. 
White y su segunda esposa tuvieron dos hijos. Thomas, el mayor, fue educado en la Universidad de Cambridge y falleció en noviembre de 1586, mientras que Andrew. el menor, heredó las propiedades de su padre al finalizar sus estudios. White tuvo también dos hijas, una de las cuales se casó con Robert Browne of Mulcranan, que fue asesinado por los rebeldes irlandeses a los que White persiguió.